# Jana Dementieva
Jana Mychajlivna Dementieva (ukrainska: Яна Михайлівна Дементьєва), född 23 oktober 1978 i Charkov, Ukrainska SSR, Sovjetunionen (nuvarande Ukraina), är en ukrainsk roddare som vann guld i damernas scullerfyra i rodd vid olympiska sommarspelen 2012.